# Elcat Electric Vehicles

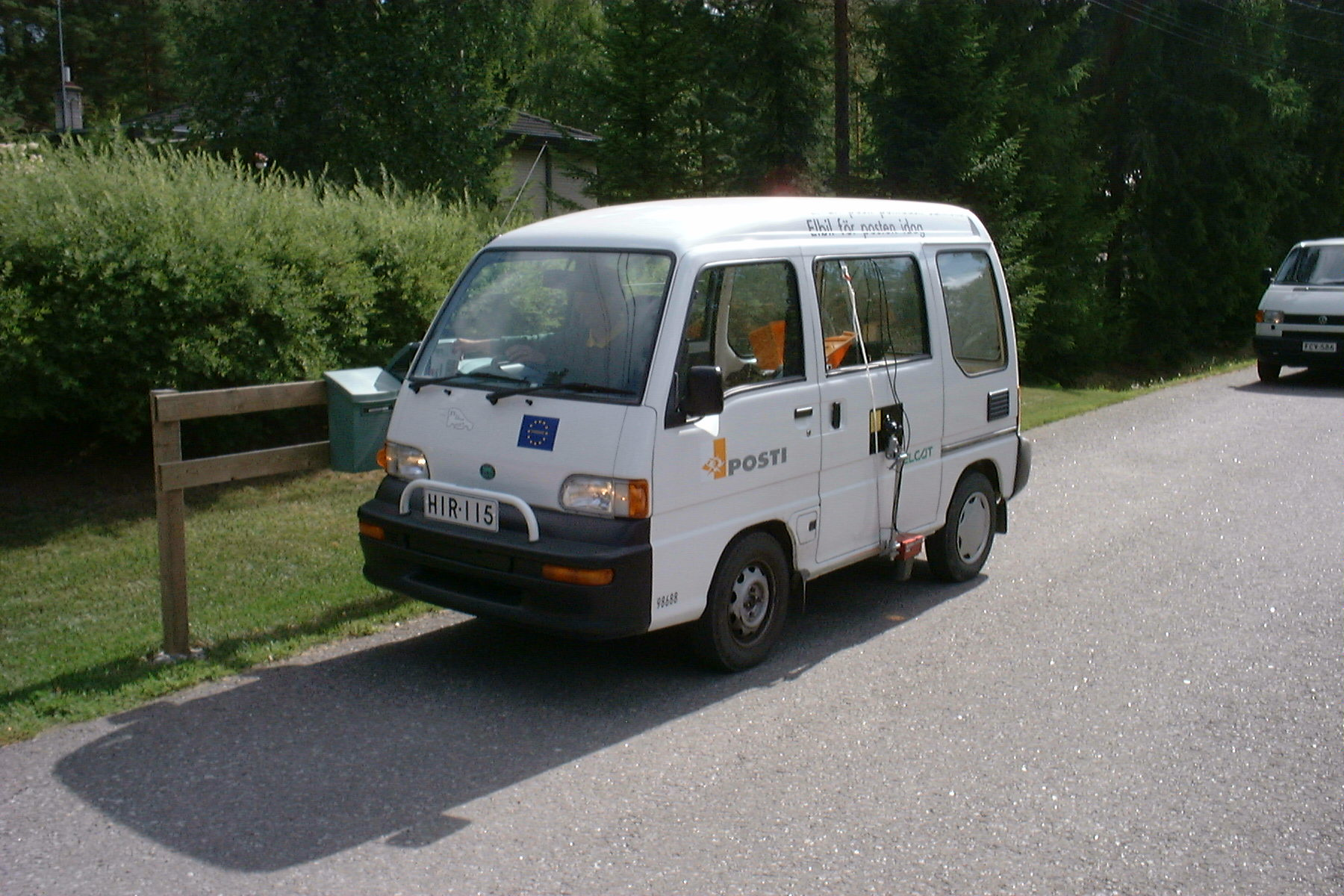
Elcat der finnischen Post

Elcat Electric Vehicles war ein finnischer Hersteller von Automobilen. 

## Unternehmensgeschichte
Elcat Oy aus Helsinki unternahm seit 1975 Versuche mit Elektroautos. Das Unternehmen gründete 1985 in Järvenpää Elcat Electric Vehicles. In dem Jahr begann die Entwicklung, und 1990 die Produktion von Automobilen. Der Markenname lautete Elcat. 2002 endete die Produktion. Insgesamt entstanden über 200 Exemplare. Hauptabnehmer war die finnische Post.

## Fahrzeuge
Bei den Fahrzeugen handelte es sich um Elektroautos. Die Fertigung fand in Zusammenarbeit mit Subaru statt. Die meisten Fahrzeuge waren kleine Lieferwagen auf Basis des Subaru Sambar. Für das Modell Cityvan 202 sind 90 km/h Höchstgeschwindigkeit und 80 km Reichweite (in der Stadt) angegeben.